# Parablastothrix
Parablastothrix is een geslacht van vliesvleugeligen uit de familie Encyrtidae. De wetenschappelijke naam van dit geslacht is voor het eerst geldig gepubliceerd in 1917 door Mercet.

## Soorten
Het geslacht Parablastothrix omvat de volgende soorten:
- Parablastothrix chilensis (Brèthes, 1918)
- Parablastothrix flavicornis (Mercet, 1921)
- Parablastothrix fulgens Logvinovskaya, 1981
- Parablastothrix kodensis (Hoffer, 1957)
- Parablastothrix magnioculus (Girault, 1923)
- Parablastothrix maritima Logvinovskaya, 1981
- Parablastothrix metatibialis Erdös, 1955
- Parablastothrix montana Erdös, 1955
- Parablastothrix nearctica Miller, 1965
- Parablastothrix nepticulae Hedqvist, 1976
- Parablastothrix plugarui Trjapitzin, 1971
- Parablastothrix reimovi Trjapitzin, 1970
- Parablastothrix sugonjaevi Logvinovskaya, 1981
- Parablastothrix trjapitzini Logvinovskaya, 1980
- Parablastothrix uncinctipes (Girault, 1915)
- Parablastothrix vespertina Mercet, 1917